# Louis Ellies Dupin
Louis Ellies Dupin (eller Du Pin), född den 17 juni 1657 i Paris, död där den 6 juni 1719, var en fransk präst och historiker.
Dupin blev professor vid Collège royal och ägnade en stor del av sitt liv åt arbetet Nouvelle bibliothèque universelle des auteurs ecclésiastiques (58 volymer, 1686–1704, fortsatt av Claude-Pierre Goujet med 3 volymer), som innehåller levnadsteckningar av alla kyrkliga författare jämte fullständig kronologisk förteckning på deras arbeten samt omdömen om stilen och de däri förfäktade lärorna, allt i ett lätt och angenämt språk samt en moderat och opartisk anda, om än inte sällan behäftat med faktiska misstag. Dupin skrev också bland annat Bibliothèque universelle des historiens (1707), Traité de la puissance ecclésiastique et temporelle (samma år), som innehåller kommentarer över "de gallikanska artiklarna", samt Histoire abrégée de l'Eglise (1712).